# Paulien van Dooremalen
Paulien van Dooremalen (Deventer, 4 juli 1985) is een Nederlands badmintonspeelster die sinds haar vijftiende uitkomt voor BC Amersfoort in de Nederlandse eredivisie. Ze werd in 2008 samen met Ruud Bosch Nederlands kampioen gemengd dubbelspel en behoorde tot de Nederlandse ploeg die zilver won op het EK 2006. Met BC Amersfoort werd ze tweede in de Europa Cup 2007.

## Biografie
Van Dooremalen begon met badminton bij het Noord-Brabantse BC Oosterhout, waar ook haar twee broers en vader speelden. Omdat die club niet meer op het hoogste speelde toen ze 'op niveau' kwam, verkaste ze op haar vijftiende naar BC Amersfoort.
Van Dooremalen is rechtshandig en heeft een voorkeur voor dubbelspelen. Ze speelt behalve competitie ook op internationale toernooien. Samen met Rachel van Cutsen won ze in januari 2009 het vrouwendubbel op het Swedish International. Als duo wonnen ze in april 2007 hun eerste internationale titel tijdens het Velo Holland Open.

## Nationale kampioenschappen
Van Dooremalen kwam voor het eerst dicht bij een nationale titel in 2005. Ze verloor dat jaar samen met Rachel van Cutsen de finale van het NK voor vrouwendubbels van het duo Brenda Beenhakker/Karina de Wit. Van Dooremalen liep zich samen met Jürgen Wouters en vervolgens met Bosch stuk op Chris Bruil/Lotte Jonathans in de nationale finales gemengd dubbel van 2006 en 2007. De NK-titel die de Overijsselse in 2008 dan toch behaalde met Bosch was de eerste in zeven jaar tijd in het gemengd dubbel die niet naar het voormalige echtpaar ging.

## Nederlands team
Van Dooremalen maakt sinds haar vijftiende deel uit van de Nederlandse selectie. Behalve het zilver op het EK 2006 mocht Van Dooremalen als lid van het nationale team nog meer eremetaal omhangen. Ze maakte deel uit van de ploeg die in 2006 goud won in de Europese en zilver in de mondiale Uber Cup. Op de Europese Uber Cup van 2008 volgde nog een zilveren medaille.